# Tanytarsus hopkinsi
Tanytarsus hopkinsi är en tvåvingeart som beskrevs av Edwards 1928. Tanytarsus hopkinsi ingår i släktet Tanytarsus och familjen fjädermyggor. Inga underarter finns listade i Catalogue of Life.